# Bastide

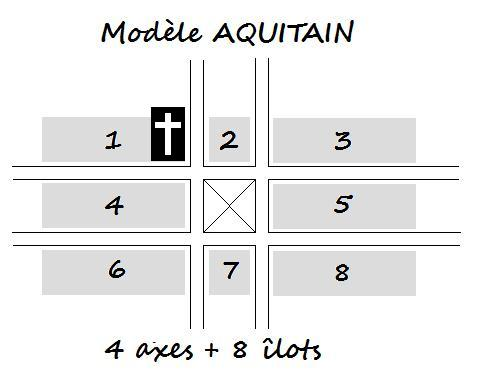
Lo schema di bastide prevalente in Aquitania.

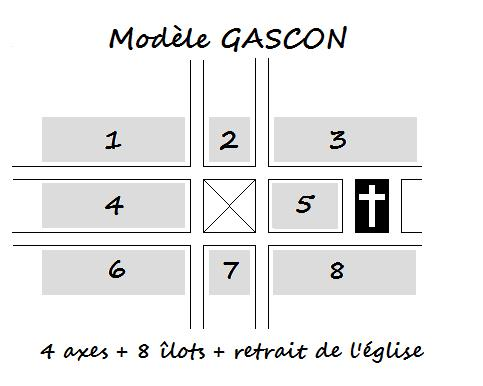
Lo schema di bastide prevalente in Guascogna.

Bastide è un termine francese usato per indicare i centri di nuova fondazione che furono costruiti in Francia tra la prima metà del XIII sec. (1220 ca.) e la seconda metà del XIV sec. (1370 ca.). Gli insediamenti di questo tipo furono un centinaio, solitamente di piccola o media dimensione, e furono fondati su iniziativa dei re francesi e inglesi, di abbazie o di signori feudali.
Gli studi delle bastide ne hanno evidenziato la matrice cistercense, direttamente discendente dall'impianto architettonico delle abbazie. Un esempio di bastide è Montauban, nel dipartimento  Tarn e Garonna: vi è una piazza quadrangolare porticata, luogo del mercato, che è matrice dell'impianto regolare dei lotti circostanti

## Esempi dibastide
- Valence-sur-Baïse
- Sainte-Foy-la-Grande
- Lisle-sur-Tarn
- Damazan
- Monflanquin
- Monpazier